# Жабчино
Жабчино (укр. Жабчине; до 2025 года — Жабкино) — село,
Мутинский сельский совет,
Конотопский район,
Сумская область,
Украина.
Код КОАТУУ — 5922686303. Население по переписи 2001 года составляло 6 человек.

## Географическое положение
Село Жабкино находится в 9 км от города Конотопс на автомобильной дороге Т-1907.
На расстоянии до 1 км расположены сёла Кубахово, Отрохово и Горохово.